# L'Ami de Dieu de l'Oberland
 (juin 2024).
Si vous disposez d'ouvrages ou d'articles de référence ou si vous connaissez des sites web de qualité traitant du thème abordé ici, merci de compléter l'article en donnant les références utiles à sa vérifiabilité et en les liant à la section « Notes et références ».

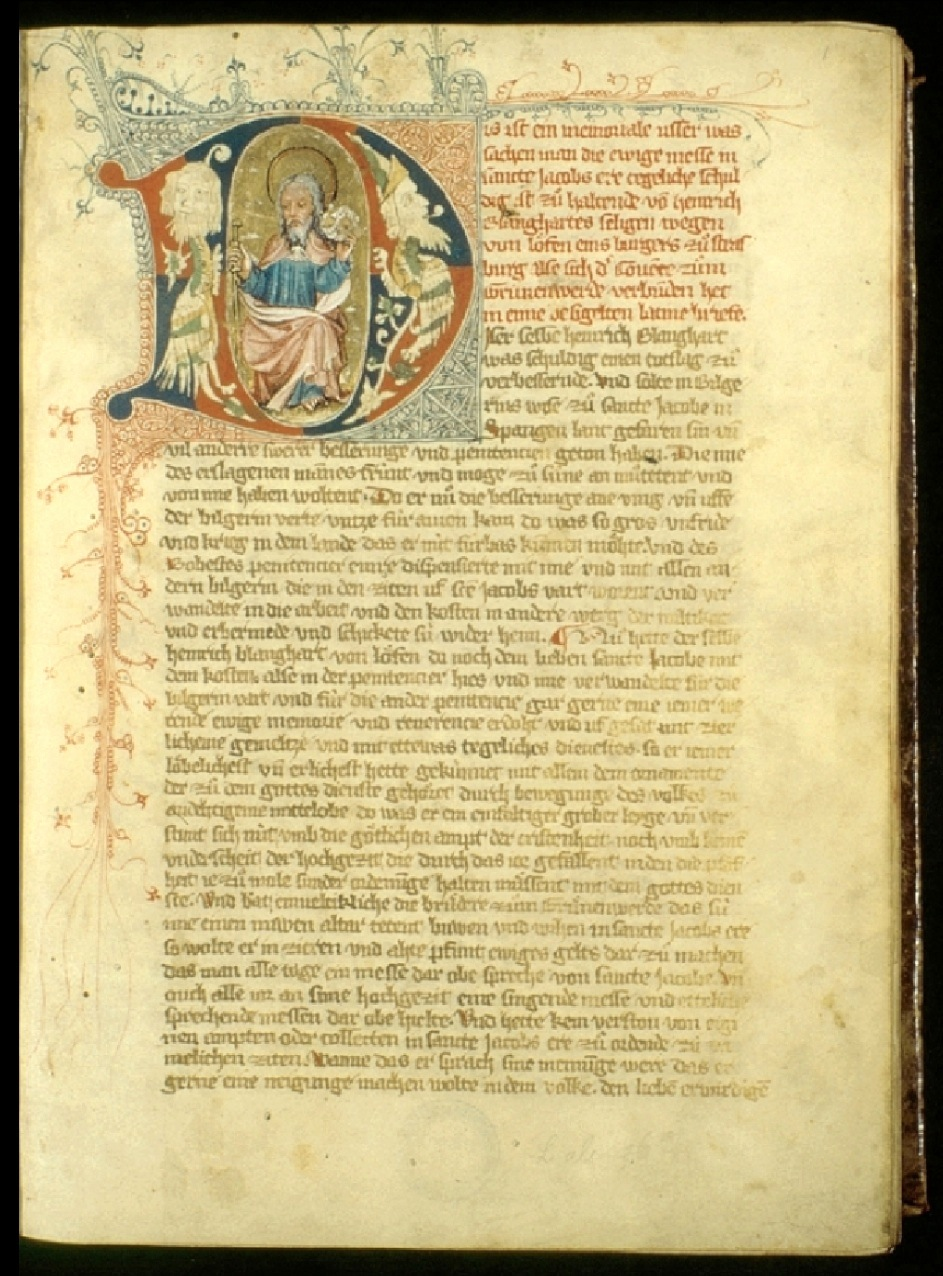
Rulman Merswin, Mémorial de la commanderie Saint-Jean de Strasbourg, XIV.

L'Ami de Dieu de l'Oberland est une figure centrale de la mystique rhénane du XIVe siècle.

## Historique
Essentiellement composé de laïques et très méfiant à l'égard du clergé, le mouvement des Amis de Dieu dont il est le symbole est à la fois le dépositaire du message de liberté de Maître Eckhart, condamné par la bulle du Pape Jean XXII In agro dominico du 27 mars 1329, et le précurseur des mouvements de contestation religieuse et sociale qui mèneront à la Réforme.   
Selon le Livre du Maître (Meister-Buoch), il serait à l'origine de la conversion de Jean Tauler. 
Son histoire est étroitement associée à celle de Rulman Merswin, auteur du Livre des neuf rochers et principal animateur du Mouvement des Amis de Dieu. 
Le volumineux corpus des écrits de l'Ami de Dieu de l'Oberland, en partie autographe, est conservé à la Bibliothèque nationale et universitaire (BNU) de Strasbourg.
Il a fait l'objet de nombreux travaux de traduction et d'analyse par les chercheurs allemands d'avant 1919, notamment Auguste Jundt et Charles Schmidt. 

## Biographie
La biographie de l'Ami de Dieu de l'Oberland ne nous est connue que par les documents rassemblés par Rulman Merswin, aujourd'hui conservés par la Bibliothèque nationale et universitaire (BNU) de Strasbourg. 
Sa véracité demeure pour cette raison difficile à établir et de nombreux chercheurs ont émis l'hypothèse que ce personnage aurait été imaginé par Merswin ou forgé sur la base de récits populaires.
Selon le récit transmis par Merswin, l'Ami de Dieu de l’Oberland aurait été le fils d’un riche négociant d’une ville qui pourrait être Coire ou Bâle.
Après avoir mené une vie dissolue et mondaine, il aurait été amené par une vision à céder ses biens et à se vouer à de bonnes œuvres.
Au bout de cinq ans, il aurait créé une communauté d’Amis de Dieu dans sa propre maison.
Peu de temps après, il rencontre Rulman Merswin, riche banquier de Strasbourg, dont il devient le directeur spirituel. Il le soutient dans la fondation de la communauté de l’Île-Verte (sur l'emplacement de la Commanderie Saint-Jean qui accueille aujourd’hui l’école Nationale d'Administration, à Strasbourg).
En 1365, l’Ami de Dieu crée la communauté de l'Oberland, dans une ferme de montagne du massif du Pilatus, près de Lucerne (Suisse). Il se rend en 1377 à Rome pour appeler le pape à réformer la chrétienté.
En novembre 1378, des Amis de Dieu se réunissent dans l’ermitage de l'Oberland pour tenter de prévenir « la grande tempête » qui menace l’humanité.
En mars 1380, ce sont douze Amis de Dieu venus de Milan, de Gênes et de Hongrie qui se réunissent.
Les circonstances de la mort de l'Ami de Dieu de l'Oberland restent inconnues, ses relations avec Rulman Merswin s’interrompant après cette date.

### Traductions françaises
- Le livre des cinq hommes, traduit du moyen haut-allemand par Jean Moncelon et Éliane Bouchery, préface de Jean Moncelon, collection "Les Carnets spirituels", Éditions Arfuyen, Paris-Orbey, 2011 (publié dans le cadre de la Bourse de traduction 2010 du Prix Nathan Katz du patrimoine).
- Le Sage et l'Ermite, traduit du moyen haut-allemand par Jean Moncelon et Éliane Bouchery, préface de Jean Moncelon, collection "Ombre", Éditions Arfuyen, Paris-Orbey, 2016.

La Bourse de traduction 2010 du Prix Nathan Katz du Patrimoine a été attribuée à Jean Moncelon et Éliane Bouchery pour la traduction du Livre des cinq hommes de l'Ami de Dieu de l'Oberland et du Livre des neuf rochers de Rulman Merswin. 

### Études
- Wilhelm Rath, Der Gottesfreund vom Oberland, Stuttgart, 1955.
- Bernard Gorceix, Amis de Dieu en Allemagne au siècle de Maître Eckhart, Albin Michel, 1984.

### Divers
La communauté fondée par l'Ami de Dieu de l'Oberland est le thème principal du roman de Gérard Pfister, Le Livre des sources (éditions Pierre-Guillaume de Roux, Paris, 2013). 